# Neah Bay
Neah Bay  est une census-designated place américaine, dans l'État de Washington. 
La population était de 865 habitants en 2010.